# Hosingen
Hosingen (lb. House, njem. Hosingen) je općina i gradić na sjeveru Luksemburga. Kroz grad protječe rijeka Blees.

## Naselja
Njemački nazivi, jer većina Nijemaca živi u tih osam naselja:
- Bockholtz (lb: Buckels)
- Dorscheid (lb: Duerscht)
- Untereisenbach (lb: Ënnereesbech)
- Hosingen (lb: Housen)
- Neidhausen (lb: Näidsen)
- Rodershausen (lb: Rouderssen)
- Obereisenbach (lb: Uewereesbech)
- Wahlhausen (lb: Wuelessen)